# Équipe de France de football en 1974
Chronologie
Saison précédente Saison suivante
Cet article traite de l'année 1974 de l'équipe de France de football.

## Parcours de la France
L'équipe de France fut absente de la phase finale de la coupe du monde 1974, et dut donc se contenter de matchs amicaux durant cette année, à 2 exception près car elle disputa 2 matchs éliminatoires de l'euro 1976 : l'équipe de France, sous l'impulsion de Stefan Kovacs, sélectionneur depuis le début de saison 1973-1974, va hypothéquer ses chances de qualification dès le premier match (défaite 1-2 en Belgique sur une grosse erreur défensive de Bernard Lacombe) puis le nul (2-2 après avoir été menés 0-2) à Paris face à la RDA.

## Les matchs
| Date             | Stade                               | Adversaire      | Score | Comp | Buteurs français                |
| 23 mars 1974     | Parc des Princes Paris, France      | Roumanie        | V 1-0 | A    | Bereta (59e)                    |
| 27 avril 1974    | Letna Prague, Tchécoslovaquie       | Tchécoslovaquie | N 3-3 | A    | Chiesa (7e), Lacombe (28e, 72e) |
| 18 mai 1974      | Parc des Princes Paris, France      | Argentine       | D 0-1 | A    | -                               |
| 7 septembre 1974 | Olimpijski Wroclaw, Pologne         | Pologne         | V 2-0 | A    | Coste (37e), Jodar (39e)        |
| 12 octobre 1974  | Stade du Heysel Bruxelles, Belgique | Belgique        | D 1-2 | QCE  | Coste (16e)                     |
| 16 novembre 1974 | Parc des Princes Paris, France      | RDA             | N 2-2 | QCE  | Guillou (79e), Gallice (89e)    |

A : match amical. QCE : Qualification pour le Championnat d'Europe de football 1976

## Les joueurs
| Joueurs                                                        |     |     |     |     |    |     |
| Gardiens de but                                                |     |     |     |     |    |     |
| Jean-Paul Bertrand-Demanes (FC Nantes)                         | 90  | 90  |     | 90  |    | 90  |
| Dominique Baratelli (OGC Nice)                                 |     |     | 90  |     | 90 |     |
| Défenseurs                                                     |     |     |     |     |    |     |
| Jean-Pierre Adams (OGC Nice)                                   | 90  | 64  | 90  | 90  | 90 | 90  |
| François Bracci (Olympique de Marseille)                       | 90  | 90  | 90  | 90  | 90 | 90  |
| Marius Trésor (Olympique de Marseille)                         | 90  | 90  |     | 90  | 90 | 90  |
| Albert Vanucci (FCSM) (uniques sélections)                     | 90  | 90  |     |     |    |     |
| Alain Merchadier (AS Saint-Étienne)                            |     | r26 | 45  | r3  |    |     |
| Jean-François Jodar (Stade de Reims)                           |     |     | r45 | 90  | 90 | 90  |
| Pierre Repellini (AS Saint-Étienne) (4e et dernière sélection) |     |     | 90  |     |    |     |
| Milieux                                                        |     |     |     |     |    |     |
| Jean-Marc Guillou (SCO Angers) (1re sélection)                 | 90  | 90  | 90  | 90  | 90 | 90  |
| Georges Bereta (AS Saint-Étienne)                              | 90  | 90  | 90  | 90  | 90 | 90  |
| Henri Michel (FC Nantes)                                       | 90  | 90  |     | 87  | 90 | 65  |
| Jean-Noël Huck (OGC Nice)                                      |     | 90  | 90  | 90  | 90 | 90  |
| Christian Synaeghel (AS Saint-Étienne) (1re sélection)         |     |     |     |     |    | r25 |
| Attaquants                                                     |     |     |     |     |    |     |
| Serge Chiesa (Olympique lyonnais) (dernières sélections)       | 90  | 90  |     |     |    |     |
| Patrick Revelli (AS Saint-Étienne)                             | r33 |     |     | r18 |    |     |
| Hervé Revelli (AS Saint-Étienne) (29e sélection)               | 82  |     |     |     |    |     |
| Christian Dalger (AS Monaco) (1re sélection)                   | 57  |     |     |     |    |     |
| Marc Berdoll (SCO Angers) (3e sélection)                       | r8  |     |     |     |    |     |
| Bernard Lacombe (Olympique lyonnais)                           |     | 90  | 70  |     | 83 |     |
| Marc Molitor (OGC Nice) (9e sélection)                         |     |     | 90  |     |    |     |
| Christian Sarramagna (AS Saint-Étienne) (3e sélection)         |     |     | 90  |     |    |     |
| Charly Loubet (OGC Nice) (36e et dernière sélection)           |     |     | r20 |     |    |     |
| Alain Giresse (Girondins de Bordeaux) (1re sélection)          |     |     |     | 72  |    |     |
| Christian Coste (Lille OSC) (1re sélection)                    |     |     |     | 90  | 90 | 45  |
| Jean Gallice (Girondins de Bordeaux) (1re sélection)           |     |     |     |     | r7 | r45 |
| Gérard Soler (FC Sochaux) (1re sélection)                      |     |     |     |     |    | 86  |